# A Very Royal Scandal
A Very Royal Scandal è una miniserie televisiva britannica diretta da Julian Jarrold e scritta da Jeremy Brock e basata sullo scandalo Epstein che nel 2019 coinvolse il principe Andrew, si concentra sull'intervista che questi rilasciò alla giornalista Emily Maitlis.
Si tratta della seconda drammatizzazione della storia uscita nel 2024, dopo il film Scoop, prodotto e distribuito da Netflix. Costituisce inoltre la terza parte del franchise antologico iniziato con A Very English Scandal e proseguito con A Very British Scandal.

## Trama
La miniserie mette in scena una narrazione romanzata delle vicende lavorative e private di Emily Maitlis, che nel 2019 intervistò il principe Andrew in relazione al suo coinvolgimento nello scandalo sessuale che vide al centro il suo amico Jeffrey Epstein, dopo che lo stesso principe Andrew è stato accusato di violenza sessuale nei confronti di una minorenne, Virginia Giuffre. 

## Puntate
| nº | Titolo originale | Titolo italiano | Pubblicazione UK  | Pubblicazione Italia |
| -- | ---------------- | --------------- | ----------------- | -------------------- |
| 1  | Episode 1        | Episodio 1      | 19 settembre 2024 | 26 novembre 2024     |
| 2  | Episode 2        | Episodio 2      | 19 settembre 2024 | 26 novembre 2024     |
| 3  | Episode 3        | Episodio 3      | 19 settembre 2024 | 26 novembre 2024     |

### Episodio 1
- Titolo originale: Episode 1
- Diretta da: Julian Jarrold
- Scritta da: Jeremy Brock

Trama
Nel 2008, Jeffrey Epstein, accusato di crimini sessuali, accetta un accordo che gli garantisce l'immunità federale. Due anni dopo, il principe Andrew viene paparazzato in compagnia di Epstein, da cui cercava consigli finanziari. 
Nel 2019, le accuse contro Epstein vengono riformulate e viene arrestato per violenza sessuale e prostituzione minorile, e a seguito di ciò si suicida nella sua cella. A quel punto, Andrew, che i giornali accusano di essere parimenti coinvolto nei fatti, accetta di rilasciare un'intervista con Emily Maitlis per la BBC, nel corso della quale emerge che nel 2015 una donna, Virginia Giuffre, aveva denunciato alla Polizia Metropolitana di Londra che a uno dei festini di Epstein, nel 2001, quando aveva diciassette anni, Andrew l'aveva violentata, ma le accuse erano state archiviate senza procedere in alcun modo. Senza mostrare né rimorso né empatia, Andrew, che all'epoca dei fatti aveva quarantun'anni ed era padre di due figlie piccole, si giustifica dichiarando che, se anche fosse vero che lui abbia avuto rapporti sessuali con lei, nel Regno Unito l'età del consenso è di sedici anni e che perciò non avrebbe fatto nulla di male.

### Episodio 2
- Titolo originale: Episode 2
- Diretta da: Julian Jarrold
- Scritta da: Jeremy Brock

Trama
Pochi giorni prima del rilascio dell'intervista di Andrew, la BBC intervista anche la Giuffre. Andrew in seguito nega gran parte delle affermazioni della donna, comprese quelle relative alle violenze sessuali su minorenni, ma ammette una lunga amicizia con Ghislaine Maxwell, compagna di Epstein e considerata come colei che adescava le ragazze per suo conto, e ammette di averli invitati in diverse occasioni nelle residenze reali.

### Episodio 3
- Titolo originale: Episode 3
- Diretta da: Julian Jarrold
- Scritta da: Jeremy Brock

Trama
Dopo che la disastrosa intervista ha compromesso in modo irreparabile l'immagine di Andrew e l'approvazione del Child Victims Act del 2019 da parte dello Stato di New York, Virginia Giuffre intenta una causa civile contro il principe. La Corona stabilisce che la questione deve essere risolta prima del Giubileo di Platino di Elisabetta II, regina del Regno Unito e madre di Andrew, dalle cui cerimonie il principe viene comunque preventivamente escluso. 
Due anni dopo, a fine 2021, Emily Maitlis si ritira dalla BBC, mentre la causa della Giuffre si conclude con un patteggiamento privato. A seguito dello scandalo, Andrew perderà il suo ruolo pubblico come membro della famiglia reale e i titoli militari, ma conserverà il titolo di Duca di York, il trattamento di Altezza Reale in ambito privato e le entrate provenienti dall'appannaggio reale.

## Personaggi e interpreti
- Principe Andrew, interpretato da Michael Sheen, doppiato da Alessio Cigliano.
Principe del Regno Unito, terzogenito della regina Elisabetta II e del principe Filippo.
- Emily Maitlis, interpretata da Ruth Wilson, doppiata da Chiara Gioncardi.
Giornalista della BBC che intervista il principe Andrew nel programma Newsnight.
- Amanda Thirsk, interpretata da Joanna Scanlan, doppiata da Anna Cesareni.
Segretaria privata di Andrew.
- Sarah Ferguson, interpretata da Claire Rushbrook, doppiata da Giò Giò Rapattoni.
Ex moglie di Andrew e madre delle sue figlie.
- Sir Edward Young, interpretato da Alex Jennings, doppiato da Luca Biagini.
Segretario privato della regina.
- Principessa Beatrice, interpretata da Honor Swinton Byrne, doppiata da Giulia Franceschetti.
Figlia maggiore di Andrew.
- Stewart MacLean, interpretato da Éanna Hardwicke, doppiato da Manuel Meli.
Giornalista e redattore nel programma Newsnight.
- Esme Wren, interpretata da Lydia Leonard, doppiata da Angela Brusa.
Giornalista della BBC e capo di Emily.
- Mark Gwynne, interpretato da Nicholas Burns.
- Sam McAlister, interpretata da Clare Calbraith.
Produttrice televisiva e avvocato.
- Donal McCabe, interpretato da Sam Troughton.
- Principessa Eugenie, interpretata da Sofia Oxenham.
Figlia minore di Andrew.
- Jake Morris, interpretato da Alexander Owen.
- Jeffrey Epstein, interpretato da John Hopkins, doppiato da Oreste Baldini.
Uomo d'affari e organizzatore di un giro di prostituzione minorile.

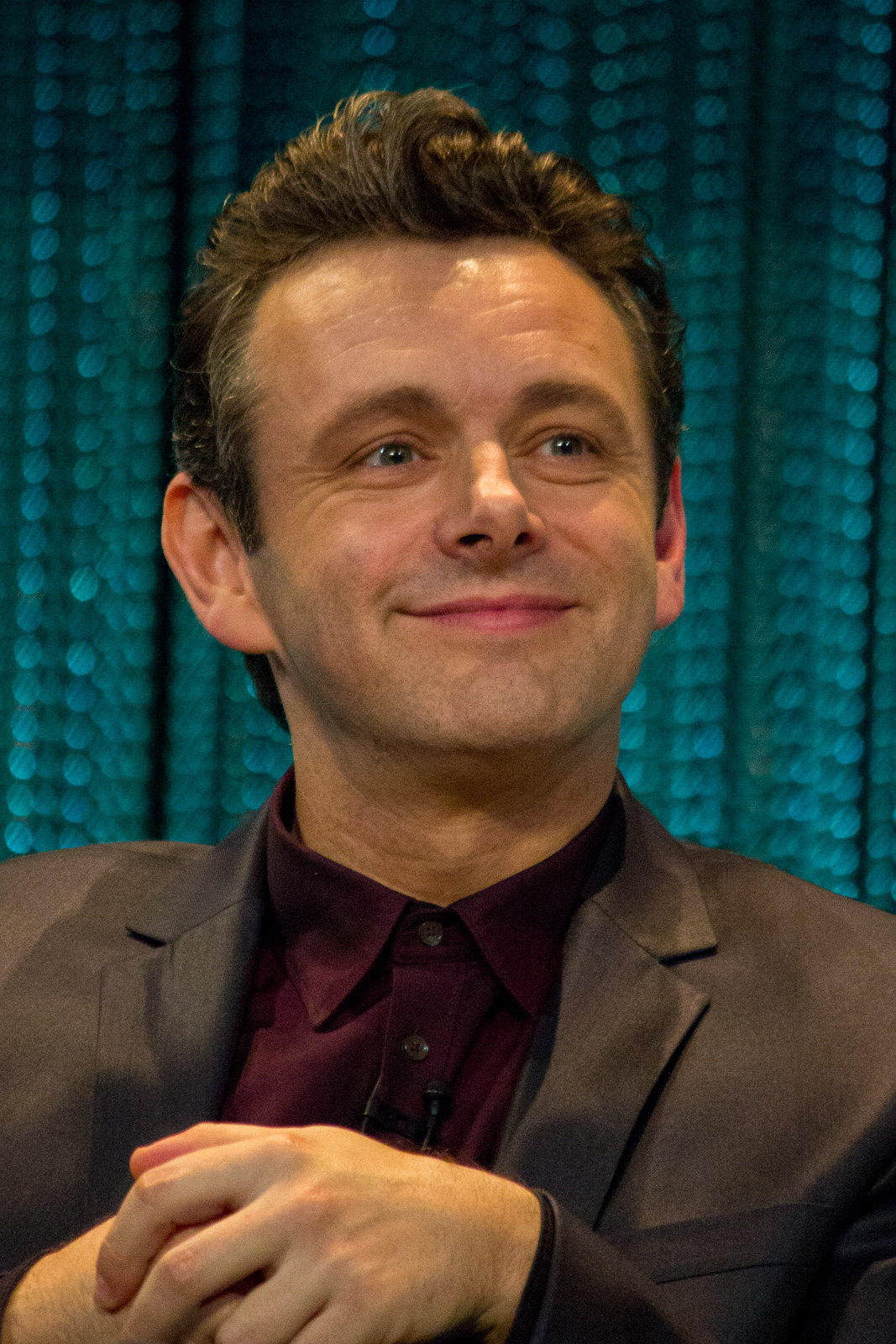
Michael Sheen
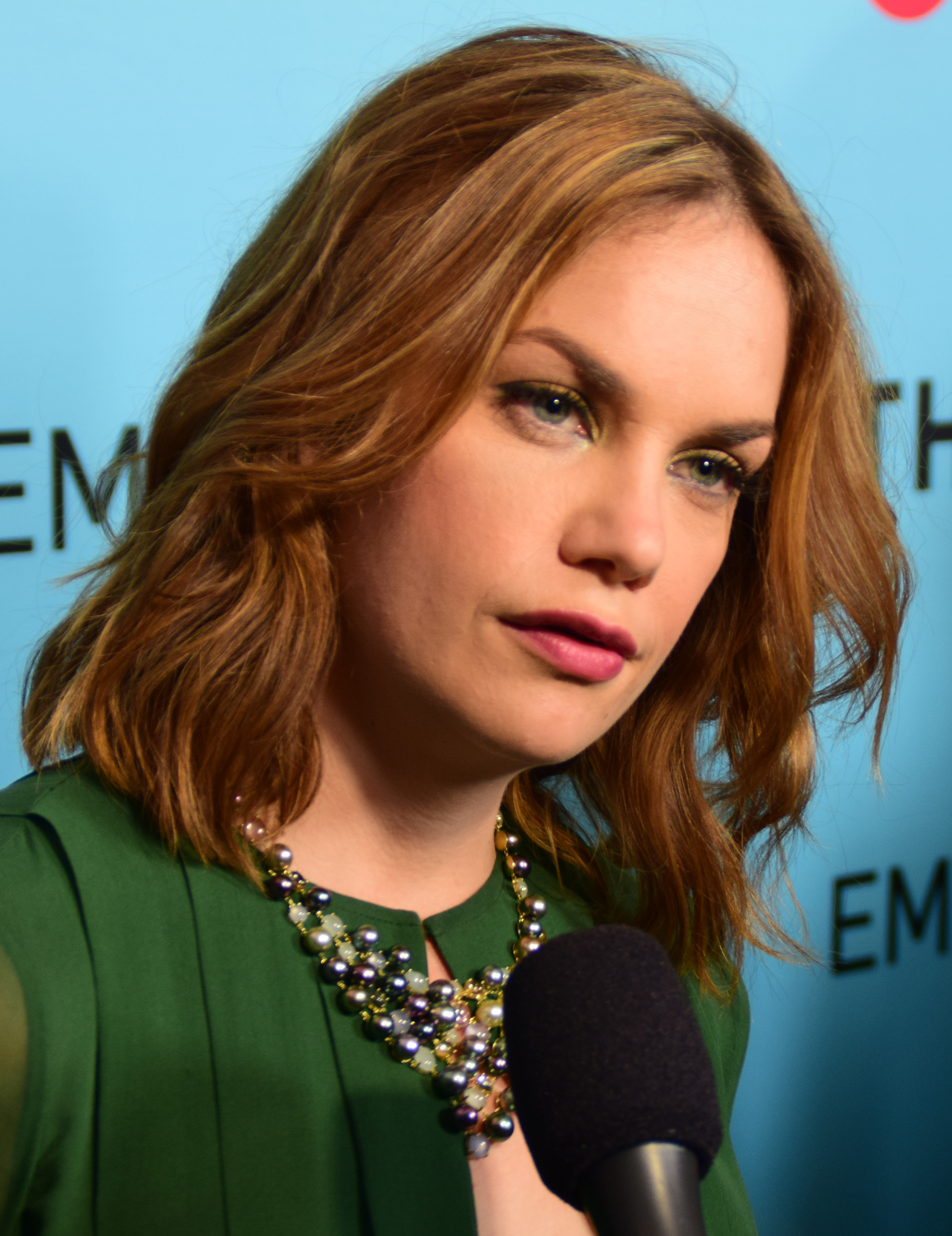
Ruth Wilson
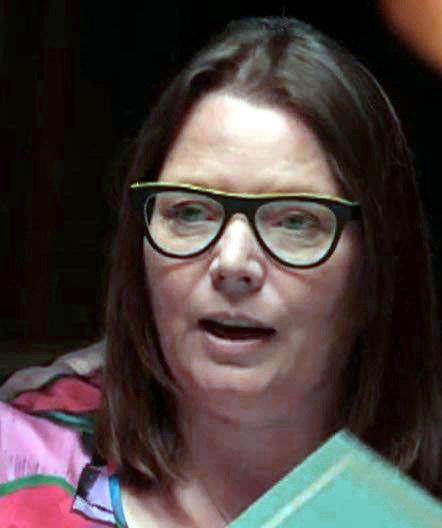
Joanna Scanlan
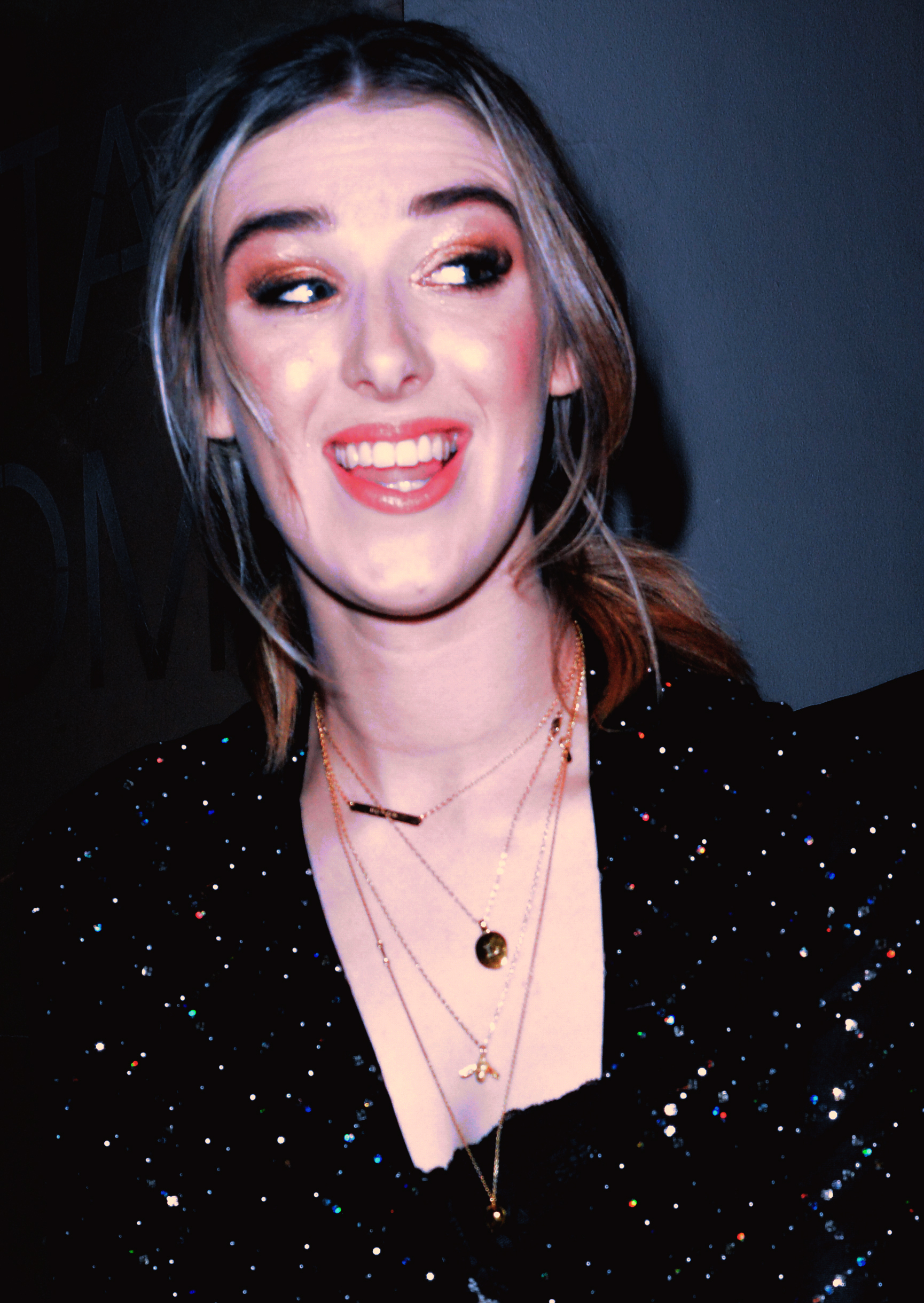
Honor Swinton Byrne
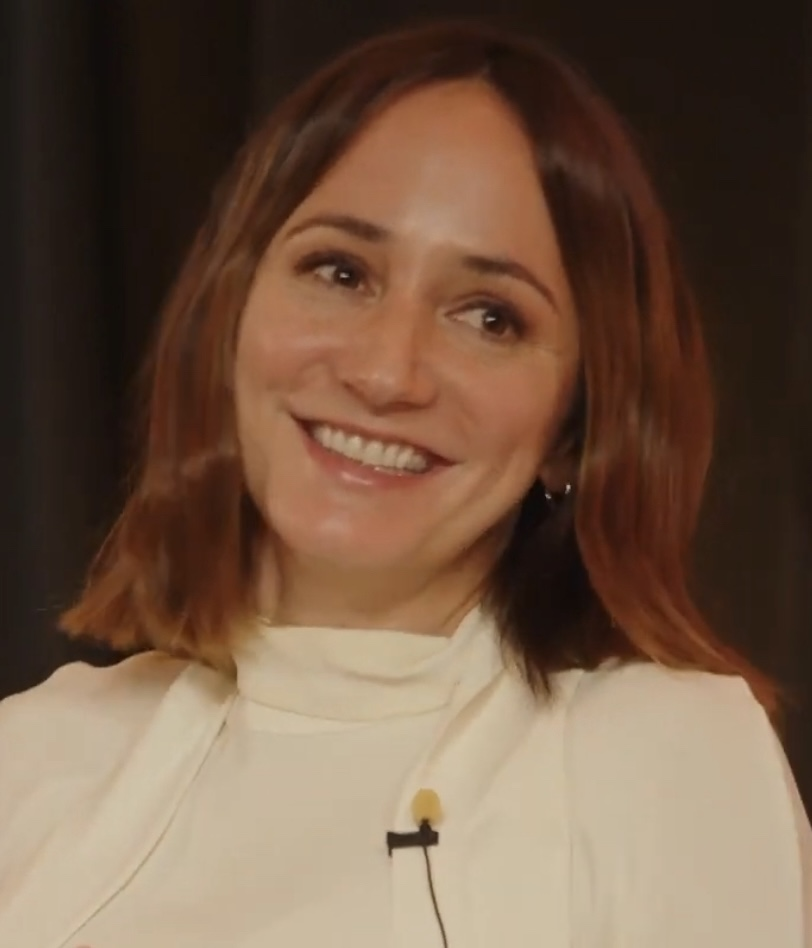
Lydia Leonard

## Produzione
La miniserie è stata prodotta da Sony Pictures Television per Blueprint Pictures dopo il successo di A Very English Scandal e A Very British Scandal, entrambe miniserie di Blueprint incentrate su un diverso processo-scandalo del Regno Unito. 
Le riprese sono iniziate nel Regno Unito nel novembre 2023, in concomitanza con l'annuncio del cast.  

## Distribuzione
La miniserie è stata resa disponibile sul mercato internazionale il 19 settembre 2024, tramite la piattaforma streaming Prime Video. In Italia è stata pubblicata su TIMvision il 26 novembre 2024.

### Edizione italiana
La direzione del doppiaggio è a cura di Ombretta Stefani, su dialoghi di Massimo Viterbini, per conto di Iyuno Italy.

## Accoglienza
Il sito aggregatore di recensioni Rotten Tomatoes indica un indice di gradimento dell'85% e una votazione media di 6,3/10, basandosi su 18 recensioni professionali. 
Metacritic, che utilizza un sistema di media ponderata, assegna alla miniserie un punteggio di 66/100 basato su 17 recensioni, e un giudizio "generalmente favorevole". 